# شائق دوست
شائق دوست (انگلیسی: Shayak Dost؛ زادهٔ ۱ مهٔ ۲۰۰۲) بازیکن فوتبال اهل پاکستان است.
وی همچنین در تیم‌های ملی فوتبال زیر ۲۳ سال پاکستان، و پاکستان بازی کرده است.